# Lars Vegas trio
Lars Vegas Trio bildades 1989 och är svensk musik- och komikergrupp som framför allt spelar covers av flera olika musikgenrer i högt tempo, egentligen en kvintett. Deras musik har (av dem själva på debutalbumet) beskrivits som omväxlande "speed country" och "melodiös hårdschlager". 

## Karaktärer och medlemmar
- Lars Vegas: Lars Gustafsson – kontrabas, sång, Kapellmästare, chef, stil
- Elvis Koskinen: Erik Koskinen – gitarr, sång, melodica
- Lars Angeles: Lars Normalm – trummor, sång och sensuell latinodans
- Martin Bianco: Martin Andersson – gitarr, sång, sopsortering
- Frigge Friggelito: Lars Fregelin – sång, fiol, ukulele, gurka, triangel och annat som ingen annan vill spela

Medlemmarna spelar genom karaktärerna olika roller i bandet: Lars Vegas är den givne fixstjärnan och ledargestalten med en total frånvaro av självkritik och självdistans. Frigge är bandets hackkyckling, Elvis den smörige kvinnotjusaren och Martin är den lite flummige miljövännen. Lars Angeles har rytmen i blodet och en hel maraccasorkester i munnen.

## Historia
Projektet startade 1989 med en tävling för gatumusikanter på Storsjöyran i Östersund. Med hägrande fribiljetter sattes bandet samman av några gymnasiekompisar: Man hade som mål att akustiskt spela då populära låtar som inte "gick" att spela med sättningen ståbas, trummor och akustiska gitarrer. Mellan 1990 och 1994 genomförde gruppen över 500 spelningar.
Gruppen har sedan dess genomgått tre medlemsbyten, efter På korståg för schlagerns bevarande, byttes Anders Jacobsson ut mot Anders Kronlund ("Trions Ron Wood" enligt Lars Vegas), och hösten 2009 när Anders Kronlund bestämde sig för att flytta till Kanada ersattes han av Lars Fregelin. 2014 ersatte Lars Normalm starke men stundtals lite korkade, machotyp Jan Francisco (Jan Bengtsson) som ständigt var övertygad om att han spelade i ett hårdrocksband.
Lars Vegas Trio sågs ofta spela i TV-program som 24 karat, Det kommer mera, Disneyklubben, Musikjägarna och Söndagsöppet.
Under senare delen av 1990-talet låg gruppen i träda, då medlemmarna hade "vanliga jobb", flera av dem som musiklärare.
Efter tio års uppehåll återkom gruppen med det egenproducerade albumet Viva Lars Vegas – Sverige blev för litet, som delvis driver med svenska artisters ibland tafatta försök att "slå utomlands".

## Diskografi
Album
- På korståg för schlagerns bevarande (1991)
- Lars Christmas (1992)
- Viva Lars Vegas – Sverige blev för litet (2003)
- Femte Advent (2016)
- 10 Saker Som Förstör En Jul (2010)
- Låtar Vi Inte Fått Med I Melodifestivalen (2010)

EP
- Hårt högt hastigt och hela tiden (live) (1989)
- Kikki Resque – fem helt vanliga killar tolkar Kikki Danielsson (1993)

Gruppen har även givit ut ett flertal singlar, flera av dem med upptagningar från konserter som b-sidor.

## Övrigt
- Lars Vegas alter ego har synts i TV under 1990-talet som programledare för den kortlivade serien Prata på. Han har även medverkat i frågesportprogrammet Lingo i TV4, samt programledare för TV4 Jämtland.
- De första skivorna är producerade av Christer Sandelin, och det figurerar en hel del pikar mot honom på skivorna.
- På alla skivkonvolut tackas Mats Waltin för "lugnt och säkert spel framför egen kasse". När fyra av fem bandmedlemmar var med i Fångarna på fortet kallade sig laget för "IFK Mats Waltin".
- Lars Vegas har spelat in låten Bantarschottis tillsammans med Bröderna Lindqvist och framfört denna i tv-programmet Go'kväll.
- Erik "Elvis" Koskinen är den ende (?) som har gjort ett soloalbum. Det kom ut 1995 och hette "Små explosioner". I konvolutet tackas "Trion", men däremot inte Mats Waltin.
- På CD-versionen av På Korståg för Schlagerns Bevarande listas den gamla Wham!-låten Last Christmas som en bonuslåt på omslaget. Den är dock inte med på skivan (men var singelbaksida till Jag vill vara din Margareta)[2].